# Clarck Nsikulu
Clarck Nsikulu est un footballeur franco-congolais né le 10 juillet 1992 à Lille dans le département du Nord. Il évolue au poste d'attaquant au La Roche Vendée FC.

## Biographie

### Carrière en club
Il commence le football à l'âge de 6 ans, à l’OS Lille Fives, dans le Nord, où il joue dans toutes les équipes de jeunes. Puis à 14 ans, il part à l’ES Wasquehal, où il joue en « 14 ans Fédéraux » et « 16 ans Nationaux ». Il intègre ensuite le centre de formation du Lille OSC, qu'il quitte début 2012 pour rejoindre l'Évian Thonon Gaillard,.
Il joue son premier match en Ligue 1 le 23 décembre 2012 lorsque l'ETG rencontre, dans le Nord, le Valenciennes FC lors d'une défaite deux buts à un. Il marque son premier but en Ligue 1 avec l'ETG lors d'un match nul face au Stade de Reims, le 30 mars 2013. Le 1er juillet 2013, il signe son premier contrat professionnel dans ce même club. Sa saison 2014-2015 est la plus prolifique avec cinq buts marqués dont deux décisifs en mars lors de deux victoires un but à zéro face au FC Lorient et le Montpellier HSC mais il ne peut empêcher le club de descendre au terme de la saison.
En 2016 il signe au Stade lavallois, en Ligue 2, où il retrouve son ex-coéquipier Aaron Appindangoye.
Après une saison au club, il rejoint la Grèce en signant en faveur su Platanias FC qui évolue en première division. Le club termine dernier avec seulement dix points, soit dix-neuf de moins que le premier non reléguable. Il quitte le club après cette première saison.
En 2018, il rejoint donc l'Atromitos FC, club évoluant également en première division grec. Il y joue dès la première saison, ses deux premiers matchs européens face au Dynamo Brest lors du deuxième tour de League Europa. Lors de cette première saison, il joue trente matchs toutes compétitions confondues et marque six buts et son équipe termine quatrième, sa meilleure saison.
Après trois saisons au club, il revient en France et signe à l'US Boulogne, pensionnaire de National.
En septembre 2023, après une saison sans club, il rejoint son club formateur, le Wasquehal Football qui évolue en National 2.

### Carrière en sélection
Il a participé au Tournoi de Toulon 2013 avec l'équipe espoirs de République démocratique du Congo.

## Statistiques
| Saison                | Club                  | Championnat           | Championnat | Championnat | Coupe nationale | Coupe nationale | Coupe de la Ligue | Coupe de la Ligue | Compétition(s) continentale(s) | Compétition(s) continentale(s) | Compétition(s) continentale(s) | Total | Total |
| Saison                | Club                  | Division              | M.          | B.          | M.              | B.              | M.                | B.                | Comp.                          | M.                             | B.                             | M.    | B.    |
| 2012-2013             | Évian TG FC           | Ligue 1               | 6           | 1           | -               | -               | -                 | -                 | -                              | -                              | -                              | 6     | 1     |
| 2013-2014             | Évian TG FC           | Ligue 1               | 19          | 2           | 1               | 0               | 1                 | 1                 | -                              | -                              | -                              | 21    | 3     |
| 2014-2015             | Évian TG FC           | Ligue 1               | 28          | 5           | 1               | 0               | -                 | -                 | -                              | -                              | -                              | 29    | 5     |
| 2015-2016             | Évian TG FC           | Ligue 2               | 9           | 0           | -               | -               | -                 | -                 | -                              | -                              | -                              | 9     | 0     |
| Sous-total            | Sous-total            | Sous-total            | 62          | 8           | 2               | 0               | 1                 | 1                 | -                              | -                              | -                              | 65    | 9     |
| 2016-2017             | Stade lavallois       | Ligue 2               | 27          | 1           | 2               | 1               | 2                 | 0                 | -                              | -                              | -                              | 31    | 2     |
| 2017-2018             | Platanias FC          | Super league          | 29          | 5           | 1               | 0               | -                 | -                 | -                              | -                              | -                              | 30    | 5     |
| 2018-2019             | Atromitos FC          | Super league          | 23          | 4           | 5               | 2               | -                 | -                 | C3                             | 2                              | 0                              | 30    | 6     |
| 2019-2020             | Atromitos FC          | Super league          | 26          | 2           | 3               | 0               | -                 | -                 | C3                             | 3                              | 0                              | 32    | 2     |
| 2020-2021             | Atromitos FC          | Super league          | 17          | 1           | -               | -               | -                 | -                 | -                              | -                              | -                              | 17    | 1     |
| Sous-total            | Sous-total            | Sous-total            | 66          | 7           | 8               | 2               | -                 | -                 | -                              | 5                              | 0                              | 79    | 9     |
| 2021-2022             | US Boulogne           | National              | 30          | 6           | -               | -               | -                 | -                 | -                              | -                              | -                              | 30    | 6     |
| 2023-2024             | Wasquehal Football    | National 2            | 17          | 6           | 1               | 0               | -                 | -                 | -                              | -                              | -                              | 18    | 6     |
| 2024-2025             | AS Beauvais Oise      | National 2            | 11          | 3           | 4               | 5               | -                 | -                 | -                              | -                              | -                              | 15    | 8     |
| Total sur la carrière | Total sur la carrière | Total sur la carrière | 242         | 36          | 18              | 8               | 3                 | 1                 | -                              | 5                              | 0                              | 268   | 45    |